# Čelopek
Čelopek (cyr. Челопек) – wieś w Bośni i Hercegowinie, w Republice Serbskiej, w mieście Zvornik. W 2013 roku liczyła 1801 mieszkańców.